# 1566 en arts plastiques
| Années des arts plastiques : 1563 - 1564 - 1565 - 1566 - 1567 - 1568 - 1569    |
| Décennies des arts plastiques : 1530 - 1540 - 1550 - 1560 - 1570 - 1580 - 1590 |

Cette page concerne l'année 1566 en arts plastiques.

## Œuvres

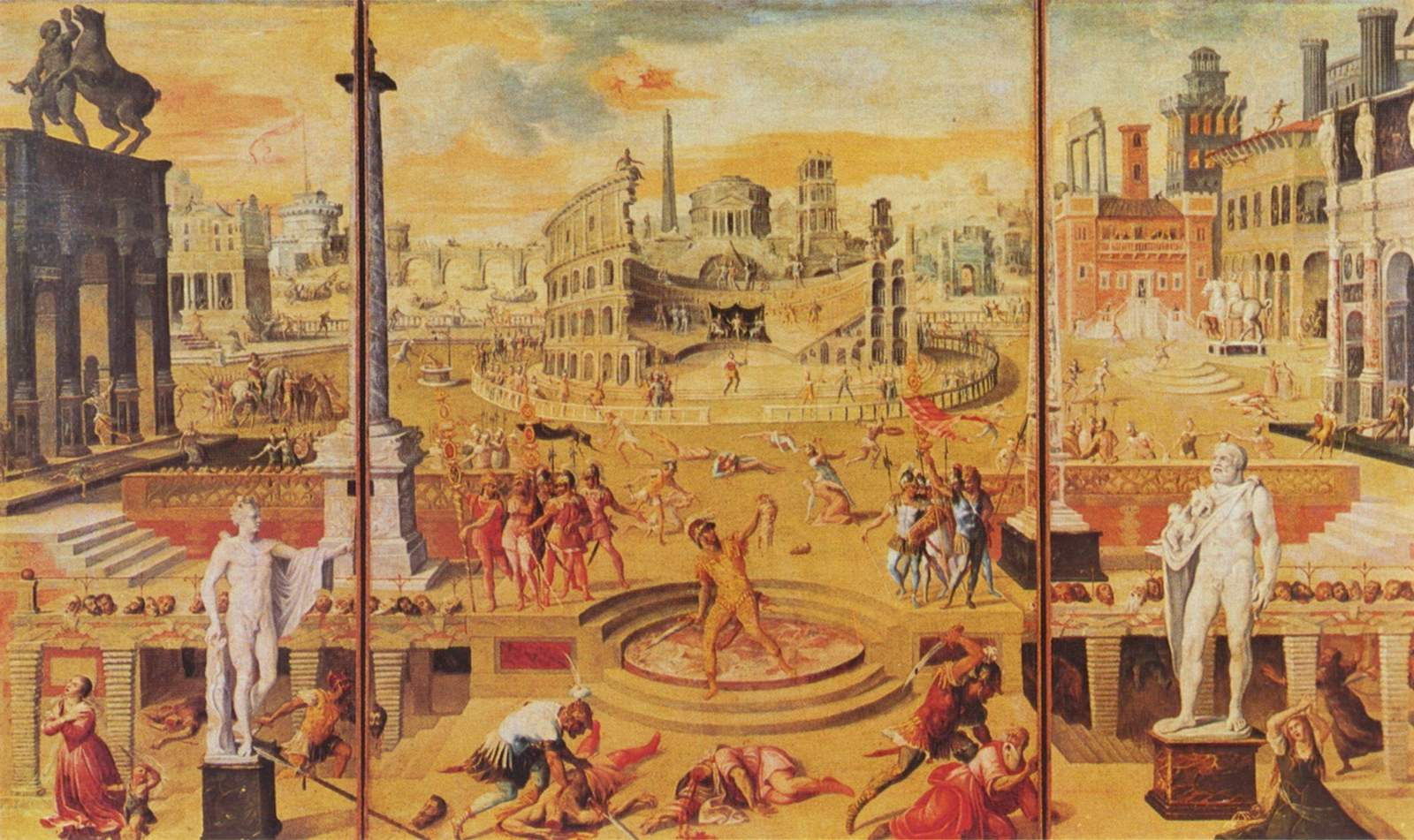
Les massacres du Triumvirat, d'Antoine Caron.

- La Danse de la mariée en plein air de Pieter Brueghel l'Ancien
- La Prédication de saint Jean-Baptiste de Pieter Brueghel l'Ancien
- Le Dénombrement de Bethléem de Pieter Brueghel l'Ancien
- Le Juriste de Giuseppe Arcimboldo

## Naissances
- 15 janvier : Philipp Uffenbach, peintre, illustrateur, aquarelliste, graveur et cartographe allemand († 6 avril 1636),
- 1er mai : Michiel Jansz. van Mierevelt, peintre du siècle d'or hollandais († 27 juin 1641),
- 3 juin : Gerolamo Bassano, peintre maniériste italien de l'école vénitienne († 8 novembre 1621),
- Date inconnue :
  - Giovanni Baglione, peintre et historien de l'art italien († 30 décembre 1643),
  - Domenico Carpinoni, peintre italien († 11 juin 1658),
  - Georg Flegel, peintre allemand († 23 mars 1638),
  - Sante Peranda, peintre baroque italien de l'école vénitienne († 1638),
  - Francesco Villamena, graveur italien († 6 juillet 1625),
  - Joachim Wtewael, peintre maniériste flamand († 1er août 1638).

## Décès
- 4 avril : Daniele da Volterra, sculpteur et peintre maniériste italien de la Renaissance tardive (° 1509),
- 16 avril : Juan Correa de Vivar, peintre espagnol (° vers 1510),
- ? août : Lambert Lombard, peintre, architecte, archéologue, collectionneur, numismate, mythographe, homme de lettres et historien de l'art liégeois (° 1505 ou 1506),
- 2 septembre : Taddeo Zuccaro, peintre maniériste italien (° 1529),
- ? :
  - Giovanni Caroto, peintre italien de l'école véronaise (° 1488),
  - Diogo de Torralva, sculpteur et architecte (° 1500).